# NGC 3406

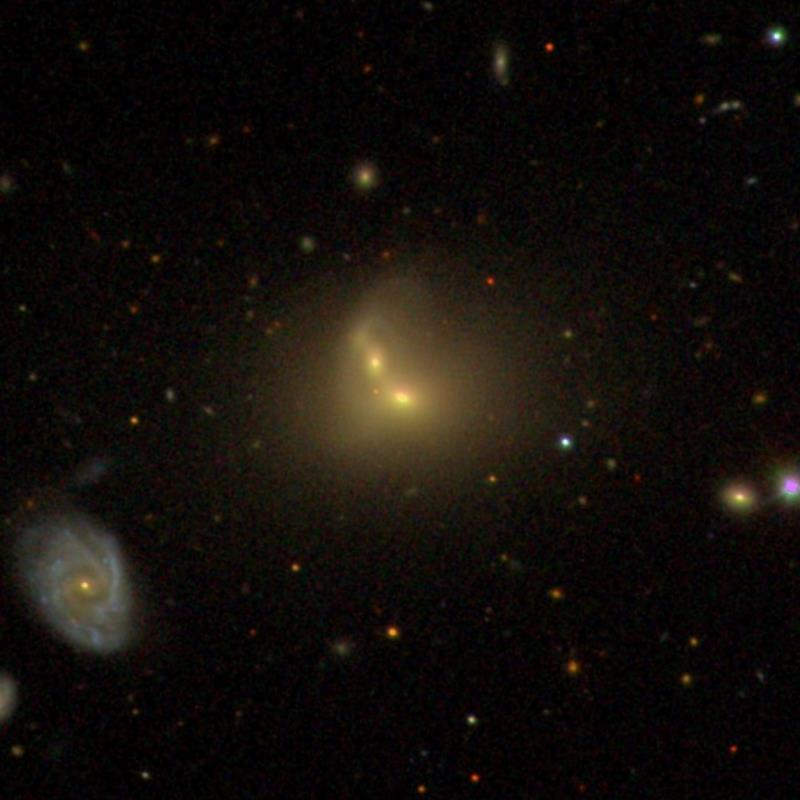
Grabación SDSS de NGC3406

NGC 3406 es un par de galaxias que interactúan en la constelación de Big Bear en el cielo estrellado del norte. Se estima que es 321 millones de años luz de la Vía Láctea.
El objeto fue descubierto el 17 de febrero de 1831 por John Herschel.
-- Position -- 
- Constellation: Ursa Major

-- Magnitude:--
- 14.68 (B)
- 11.24 (J)
- 10.49 (H)
- 10.16 (K)
- Hubble type:	S0
- Right ascension:	10h51m
- Declination:	+51°01'